# Mokka Müller
Mokka Müller (* um 1955 in München) ist eine deutsche Publizistin und Essayistin. Sie gilt als Expertin für Informationsökonomie.

## Leben
Von 1973 bis 1978 studierte Mokka Müller Volkswirtschaft, Soziologie und Philosophie an der Universität zu Köln. Sie war Mitarbeiterin von Prof. Dr. Hans Karl Schneider, dem Vorsitzenden des Sachverständigenrates zur Begutachtung der gesamtwirtschaftlichen Entwicklung. 1974 absolvierte sie ein Gastsemester in Kapstadt.
In den Jahren 1979 und 1980 unternahm sie ausgedehnte Reisen nach Indien, Nepal und Israel.
1982 promovierte sie in Köln bei Professor Philipp Herder-Dorneich und Professor Renate Mayntz zum Dr. rer. pol.
In den Jahren 1982–1984 absolvierte sie ein Volontariat bei der Deutschen Welle in Köln und Berlin.
Von 1984 bis 1994 arbeitete sie als freie Autorin, Moderatorin und Korrespondentin für Wirtschafts- und Wissenschaftsredaktionen bei ARD und ZDF. Sie gilt als gefragte Referentin zur Transformation der Industriewirtschaft in eine Netzökonomie und schrieb zahlreiche Kolumnen u. a. für die Süddeutsche Zeitung (SZ).
1994 gründete Mokka Müller das Institut für Zukunfts-Management in Köln, das sich mit den ökonomischen, kulturellen und geistigen Konsequenzen der postindustriellen Wirtschaft und Gesellschaft beschäftigte. In einer Art Salon trafen sich bei ihr in Köln-Lindenthal regelmäßig Unternehmer, Manager, Publizisten, Journalisten, Wissenschaftler, Künstler, Sammler und Galeristen zum Gedankenaustausch über aktuelle Themen aus Wirtschaft und Gesellschaft. Das Institut ist 2000 nach Feldafing bei München umgezogen und hat Ende 2008 seine Tätigkeit als Unternehmen beendet. Wissen und Inhalte bestehen in der Arbeit von Mokka Müller fort.
Sie steht maßgeblich hinter dem Programm CODE FOR CHANGE, einem avantgardistischen Trainingsprogramm, das sie zusammen mit Wissenschaftlern und Netzwerkexperten aus Palo Alto, New York, Wien und Bremen entwickelt hat.
Von 1999 bis 2001 war sie Innovations-Beraterin der Regierung von Nordrhein-Westfalen.
Ihr Buch Das vierte Feld, machte sie schlagartig bekannt. Sie gilt als eine der namhaftesten deutschen Experten der Informationsgesellschaft.
Mokka Müller ist Mitglied der World Business Academy.
Sie lebt in München und Paris.

## Arbeit
Mokka Müllers Interessensgebiete sind weit gestreut, ihr Schwerpunkt liegt auf der Logik sozialer, biologischer und wirtschaftlicher Netzwerke sowie dem Übergang vom Kapitalismus zum Informationalismus. Dieser Übergang wird nach Mokka Müller zu neuen Mustern und Eliten führen und fordert eine radikale Revision unseres Selbstbildes und unserer Weltsicht.
In einem integralen Ansatz kombiniert Mokka Müller Ideen von Ökonomie, Biologie, Physik, Informatik und Philosophie. Sie interessiert sich auch für jene Kräfte, die neben der Vernunft unsere Handlungen lenken und deren Verlauf bestimmen: Zufall, Erinnerung, Ungewissheit, Gemeinsinn, Resonanz und Glück.

## Werke

### Bücher
- Das vierte Feld. Die Bio-Logik einer neuen Führungs-Elite. ECON-Verlag, 2001. ISBN 978-3-430-16858-8
- Das vierte Feld. Die Bio-Logik revolutioniert Wirtschaft und Gesellschaft. Mentopolis Verlag Köln, 1998. ISBN 978-3-9806549-0-6

### Kolumnen und Artikel
- Management 2002: Die Bio-Logik der Führungselite. business future, 2001
- Achtung, Ansteckungsgefahr! Süddeutsche Zeitung, 23. Dezember 2001
- Die Kraft virtueller Gemeinschaften liegt im sozialen Mehrwert. Berliner Morgenpost, 18. Juni 2001
- Die Welt gestaltet sich so, wie wir sie uns denken. Der Tagesspiegel, 3./4. Juni 2001
- Bio-Logik: Überleben im Netz. GDI-Impuls 01/01 (Vierteljahresschrift des Gottlieb Duttweiler-Instituts, 01/2001)
- Innovation: Trumpf im globalen Wettbewerb. Jahreswirtschaftsbericht des Ministeriums für Wirtschaft und Mittelstand, Energie und Verkehr des Landes Nordrhein-Westfalen, 01/2000
- Wirtschaft der Ideen. Festschrift für das Wirtschaftsministerium des Landes Nordrhein-Westfalen, Dezember 2000
- Virtuelle Gemeinschaften als Marktplatz der Zukunft. changeX.de, 12/2000
- Kunden ködern mit Content. Süddeutsche Zeitung, 29. Januar 2000
- König Content. Süddeutsche Zeitung, 21. Dezember 2000
- Schwärme(n) in der Zukunft. Süddeutsche Zeitung, 25. April 2000
- Was Unternehmen von den Tieren lernen können. Berliner Morgenpost, 15. Februar 2000
- Die Möglichkeitsfabriken der Zukunft. Süddeutsche Zeitung, 21. Januar 2000
- Verführe durch Verschenken. Süddeutsche Zeitung, 8. November 1999
- Der wirtschaftliche Wert der Wetware. Süddeutsche Zeitung, 17. Juli 1999

### Essays
- Erfolg im Netz. Die Wirtschaft im 21. Jahrhundert gehorcht den Prinzipien der Biologie
- Wirtschaft der Ideen
- Bio-Logik – Neue mentale Software der Elite.
- Suche nach Sinn. Neue Mehrwerte entscheiden den Erfolg
- Vom Provinznest zur „Micro-City“.
- Boom im Gesundheitsmarkt
- Körperkult – Brennpunkt auf dem Weg zum Sinn
- Welt der Widersprüche. Leben und Arbeiten in einer vernetzten Welt.
- Grenzüberschreitung. Das Ende der Welt gibt es nicht mehr.
- Achtung ansteckend! Gute Ideen und Innovationen verbreiten sich viral.
- Wettkampf der Guten. Entrepreneurship, Grosszügigkeit und Intuition prägen die kommende Macht-Elite.
- Komplex ist nicht gleich kompliziert
- Die Kraft hinter den Kulissen. Was unsere Handlungen wirklich bestimmt.